# Adûnaiska
Adûnaiska är númenóranernas ärvda språk i J.R.R. Tolkiens sagovärld. Språket uppstod enligt böckerna ur de språk som talades av människorna i Beleriand, i synnerhet i Hadors hus, med många inlån från alviska och en del från khuzdul.
Adûnaiska var vardagsspråk för de lägre samhällsskikten under Númenors uppgångstid - adeln talade företrädesvis quenya eller sindarin. När Númenors regenter tog avstånd från alverna förbjöds dock de alviska språken. Númenors kungar, som tidigare tagit högalviska regentnamn, tog därefter namn på adûnaiska.
Efter Númenors fall förföll adûnaiskan, och blev den främsta källan till språket väströna.
I sin struktur påminner adûnaiska om semitiska språk. Språkets ord bygger på konsonantrötter, men varje ord har också en karakteristisk vokal.
En beskrivning av språket ges i boken Sauron Defeated: The History of Middle-earth volume 9 (red. Christopher Tolkien, ISBN 0-261-10305-9).

## Exempel
Kadô Zigûrun zabathân unakkha ... êruhînim dubdam ugru-dalad

Êphalak îdôn Yôzâyan. Êphal êphalak îdôn hi-Akallabêth.
"Och Sauron underdånig han-kom ... eruhíni föll skugga-under

Långt-borta nu (är) Gåvolandet. Långt långt-borta nu (är) Hon-som-har-fallit."